# Макколл (Айдахо)
Макколл (англ. McCall) — курортне місто на західному краю сільського округу Веллі, штат Айдахо, США. Назване на честь свого засновника, Тома Макколла, і лежить південному березі озера Паєтт, поблизу від центру національного лісу Паєтт. Згідно з переписом 2010 року населення становило 2991 особу, що на 907 осіб більше, ніж 2000 року.
Від самого заснування було комуною лісорубів, чий останній тартак припинив роботу 1977 року. Тепер місто цілий рік приймає туристів для відпочинку на природі. Курорт відомий завдяки своєму Зимовому карнавалу, довгим зимам і найвищому рівню снігових опадів у штаті.

## Географія
Макколл розташований за координатами 44°54′5″ пн. ш. 116°6′35″ зх. д. / 44.90139° пн. ш. 116.10972° зх. д. (44.901407, -116.109765).  За даними Бюро перепису населення США в 2010 році місто мало площу 26,14 км², з яких 23,91 км² — суходіл та 2,23 км² — водойми.

### Клімат
| Клімат : Макколл                   | Клімат : Макколл | Клімат : Макколл | Клімат : Макколл | Клімат : Макколл | Клімат : Макколл | Клімат : Макколл | Клімат : Макколл | Клімат : Макколл | Клімат : Макколл | Клімат : Макколл | Клімат : Макколл | Клімат : Макколл | Клімат : Макколл |
| Показник                           | Січ.             | Лют.             | Бер.             | Квіт.            | Трав.            | Черв.            | Лип.             | Серп.            | Вер.             | Жовт.            | Лист.            | Груд.            | Рік              |
| Середній максимум, °C              | −0,4             | 2,6              | 6,1              | 10,8             | 16,2             | 21,1             | 26,5             | 26,7             | 21,1             | 14,3             | 4,3              | −0,4             | 12,4             |
| Середній мінімум, °C               | −10,8            | −9,5             | −6,3             | −2,8             | 1,0              | 4,1              | 6,1              | 5,0              | 0,7              | −3,1             | −5,6             | −9,9             | −2,6             |
| Норма опадів, мм                   | 83               | 74               | 65               | 53               | 60               | 53               | 26               | 27               | 37               | 45               | 81               | 88               | 692              |
| ---------------------------------- | ---------------- | ---------------- | ---------------- | ---------------- | ---------------- | ---------------- | ---------------- | ---------------- | ---------------- | ---------------- | ---------------- | ---------------- | ---------------- |
| Джерело: NOAA (normals, 1971–2000) |                  |                  |                  |                  |                  |                  |                  |                  |                  |                  |                  |                  |                  |

## Демографія

### Перепис 2010 року
За даними перепису 2010 року, у місті проживало 2 991 осіб у 1 348 домогосподарствах у складі 769 родин. Густота населення становила 125,1 ос./км². Було 3 581 помешкання, середня густота яких становила 149,8/км². Расовий склад міста: 93,6% білих, 0,1% афроамериканців, 0,7% індіанців, 0,5% азіатів, 3,6% інших рас, а також 1,4% людей, які зараховують себе до двох або більше рас. Іспанці та латиноамериканці незалежно від раси становили 6,9% населення.
Із 1 348 домогосподарств 25,1% мали дітей віком до 18 років, які жили з батьками; 45,3% були подружжями, які жили разом; 7,2% мали господиню без чоловіка; 4,5% мали господаря без дружини і 43,0% не були родинами. 33,5% домогосподарств складалися з однієї особи, у тому числі 8,2% віком 65 і більше років. У середньому на домогосподарство припадало 2,19 мешканця, а середній розмір родини становив 2,80 особи.
Середній вік жителів міста становив 40,7 року. Із них 21% були віком до 18 років; 6,9% — від 18 до 24; 27,5% від 25 до 44; 31,1% від 45 до 64 і 13,5% — 65 років або старші. Статевий склад населення: 51,7% — чоловіки і 48,3% — жінки.
Середній дохід на одне домашнє господарство  становив 57 997 доларів США (медіана — 49 141), а середній дохід на одну сім'ю — 70 367 доларів (медіана — 67 386). Медіана доходів становила 31 711 долар для чоловіків та 39 494 долари для жінок. За межею бідності перебувало 18,6 % осіб, у тому числі 17,9 % дітей у віці до 18 років та 7,3 % осіб у віці 65 років та старших.
Цивільне працевлаштоване населення становило 1399 осіб. Основні галузі зайнятості: мистецтво, розваги та відпочинок — 46,3 %, роздрібна торгівля — 15,4 %, освіта, охорона здоров'я та соціальна допомога — 8,6 %, публічна адміністрація — 7,1 %.

### Перепис 2000 року
За даними перепису 2000 року, у місті проживало 2 084 осіб у 902 домогосподарствах у складі 549 родин. Густота населення становила 136,1 ос./км². Було 2 247 помешкань, середня густота яких становила 146,8/км². Расовий склад міста 96,83% білих, 0,05% афроамериканців, 0,48% індіанців, 0,14% азіатів, 1,34% інших рас і 1,15% людей, що зараховують себе до двох або більше рас. Іспанці та латиноамериканці незалежно від раси становили 2,59% населення.
Із 902 домогосподарств 28,8% мали дітей віком до 18 років, які жили з батьками; 49,2% були подружжями, які жили разом; 7,9% мали господиню без чоловіка, і 39,1% не були родинами. 33,3% домогосподарств складалися з однієї особи, у тому числі 11,1% віком 65 і більше років. У середньому на домогосподарство припадало 2,25 мешканця, а середній розмір родини становив 2,86.
Середній вік жителів становив 42 роки. Із них 24,3% були віком до 18 років, 6,0% від 18 до 24, 24,6% від 25 до 44, 30,7% від 45 до 64 і 14,4% років і старші. Статевий склад населення: 51,1 % — чоловіки і 48,9 % — жінки.
Середній дохід домогосподарств у місті становив $36 250, родин — $46 420. Середній дохід чоловіків становив $27 955 проти $26 932 у жінок. Дохід на душу населення в місті був $18 479. 7,0% родин і 12,2% населення перебували за межею бідності, включаючи 11,6% віком до 18 років і 7,2% від 65 і старших.